# Aeropuerto de Hao

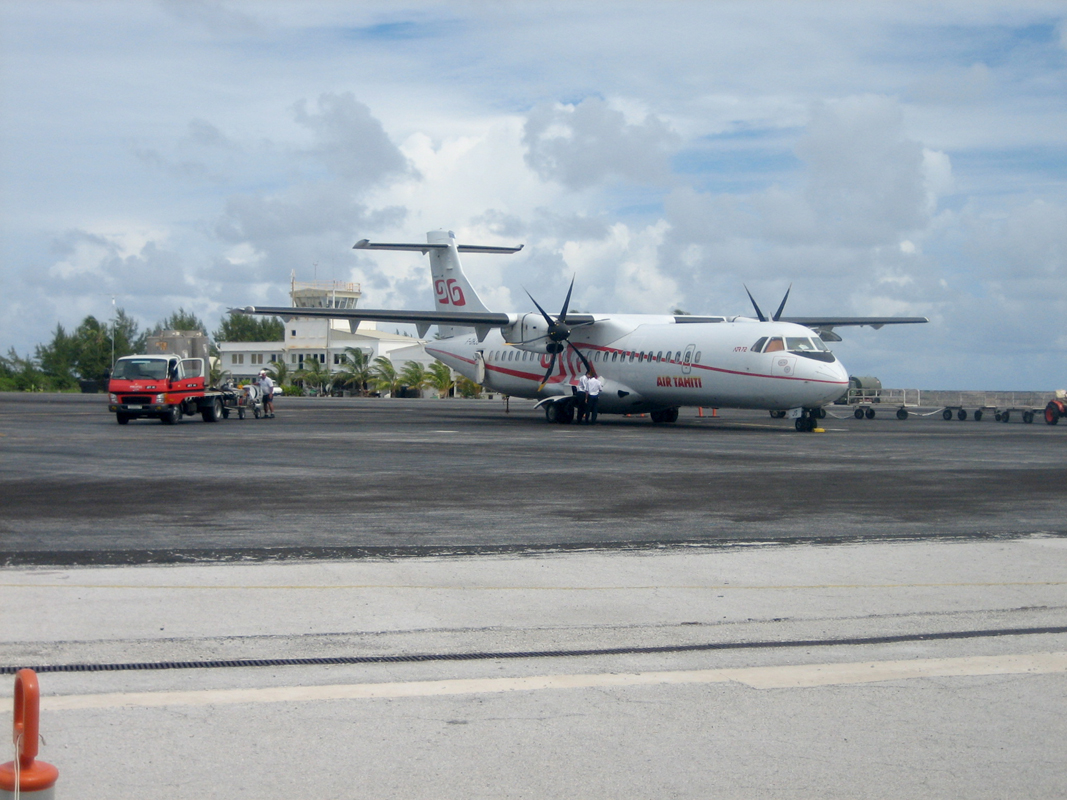
Air Tahiti en el aeropuerto de Hao, Polinesia Francesa

El aeródromo de Hao (código AITA : HOI • código OACI : NTTO) está situado en el atolón de Hao en el archipiélago de las Tuamotu en Polinesia Francesa. Está clasificado como un aeródromo territorial. El aeródromo de Hao se encuentra en el puesto 16.º  del ranking de aeródromos y aeropuertos de Polinesia Francesa en número de pasajeros, según datos de 2003.

## Aerolíneas

### Vuelos internos
- Air Tahiti